# Phoenix Suns 1981-1982
La stagione NBA 1981-1982 fu la 14ª stagione della storia dei Phoenix Suns che si concluse con un record di 46 vittorie e 36 sconfitte nella regular season, il 3º posto nella Pacific Division, e il 5º posto nella Western Conference.
Nei playoff del 1982 la squadra vinse al primo turno contro i Denver Nuggets, per poi perdere le semifinali di conference contro i Los Angeles Lakers, futuri campioni NBA.

## Draft
| Giro | Scelta | Giocatore   | Posizione  | Nazionalità | Università/Club |
| ---- | ------ | ----------- | ---------- | ----------- | --------------- |
| 1    | 20     | Larry Nance | ala grande | Stati Uniti | Clemson         |

## Regular season
| Squadra                | V  | P  | %    | GB |
| ---------------------- | -- | -- | ---- | -- |
| Los Angeles Lakers C   | 57 | 25 | 69,5 | -  |
| Seattle SuperSonics    | 52 | 30 | 63,4 | 5  |
| Phoenix Suns           | 46 | 36 | 56,1 | 11 |
| Golden State Warriors  | 45 | 37 | 54,9 | 12 |
| Portland Trail Blazers | 42 | 40 | 51,2 | 15 |
| San Diego Clippers     | 17 | 65 | 20,7 | 40 |

## Play-off

### Primo turno
Gara 1
| 20 aprile 1982 | Denver Nuggets | 129 – 113 | Phoenix Suns |  |

Gara 2
| 23 aprile 1982 | Phoenix Suns | 126 – 110 | Denver Nuggets |  |

Gara 3
| 24 aprile 1982 | Denver Nuggets | 119 – 124 | Phoenix Suns |  |

### Semifinali di Conference
Gara 1
| 27 aprile 1981 | Los Angeles Lakers | 115 – 96 | Phoenix Suns |  |

Gara 2
| 28 aprile 1981 | Los Angeles Lakers | 117 – 98 | Phoenix Suns |  |

Gara 3
| 30 aprile 1981 | Phoenix Suns | 106 – 114 | Los Angeles Lakers |  |

Gara 4
| 2 maggio 1981 | Phoenix Suns | 107 – 112 | Los Angeles Lakers |  |

## Roster
| N° | Naz.                   | Ruolo | Sportivo        | Anno | Alt. | Peso |
| -- | ---------------------- | ----- | --------------- | ---- | ---- | ---- |
| 4  | Stati Uniti (bandiera) | G     | Kyle Macy       | 1957 | 191  | 79   |
| 6  | Stati Uniti (bandiera) | GA    | Walter Davis    | 1954 | 198  | 88   |
| 7  | Stati Uniti (bandiera) | GA    | Dudley Bradley  | 1957 | 198  | 88   |
| 8  | Stati Uniti (bandiera) | G     | John McCullough | 1956 | 193  | 86   |
| 14 | Stati Uniti (bandiera) | GA    | Alvin Scott     | 1955 | 201  | 84   |
| 21 | Stati Uniti (bandiera) | AC    | Truck Robinson  | 1951 | 201  | 102  |
| 22 | Stati Uniti (bandiera) | AC    | Larry Nance     | 1959 | 208  | 93   |
| 24 | Stati Uniti (bandiera) | G     | Dennis Johnson  | 1954 | 193  | 84   |
| 33 | Stati Uniti (bandiera) | AC    | Alvan Adams     | 1954 | 206  | 95   |
| 35 | Stati Uniti (bandiera) | A     | Craig Dykema    | 1959 | 203  | 86   |
| 45 | Stati Uniti (bandiera) | AC    | Jeff Cook       | 1956 | 208  | 98   |
| 50 | Stati Uniti (bandiera) | AC    | Joel Kramer     | 1955 | 201  | 92   |
| 53 | Stati Uniti (bandiera) | AC    | Rich Kelley     | 1953 | 213  | 107  |

## Staff tecnico
- Allenatore: John MacLeod
- Vice-allenatori: Al Bianchi, John Wetzel
- Preparatore atletico: Joe Proski

### Arrivi/partenze
Mercato e scambi avvenuti durante la stagione:
Arrivi
| N° | Naz. | Ruolo | Sportivo |  | Alt. |  |
| -- | ---- | ----- | -------- |  | ---- |  |

Partenze
| N° | Naz. | Ruolo | Sportivo |  | Alt. |  |
| -- | ---- | ----- | -------- |  | ---- |  |

## Premi e onorificenze
- Dennis Johnson incluso nell'All-Defensive First Team